# Houblonnage
Le houblonnage, également appelé aromatisation, est l'étape de la fabrication de la bière consistant à faire bouillir du houblon (éventuellement d'autres arômes) dans le moût afin de donner du goût à la bière.

## Histoire

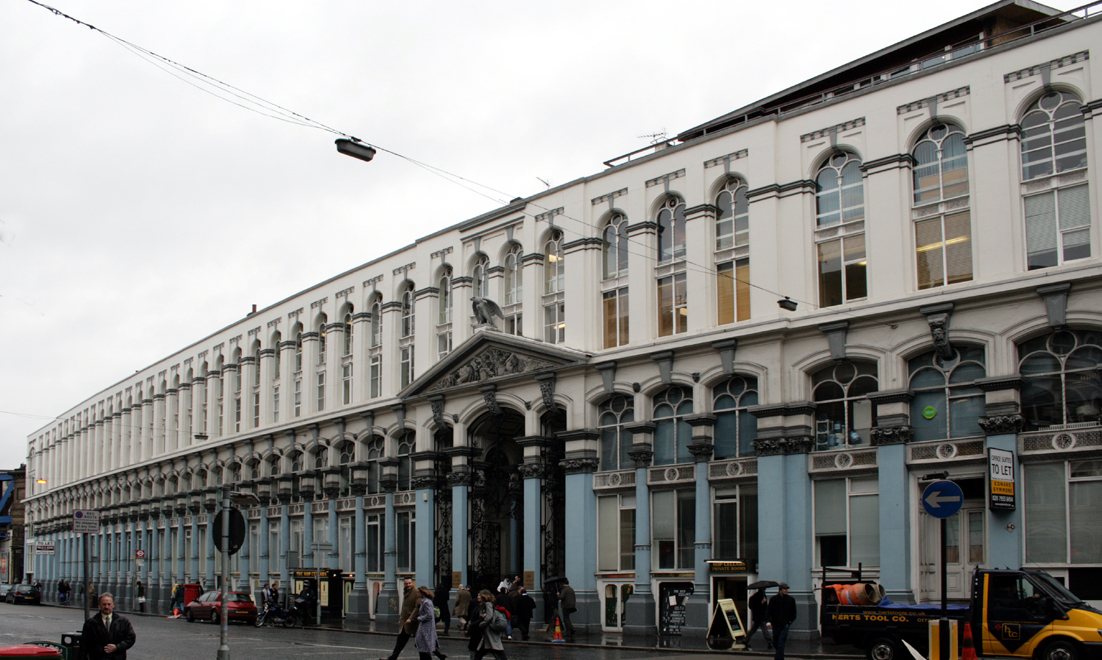
L'existence à Londres d'une Bourse du houblon, ouverte en 1867, montre l'importance de ce dernier dans l'économie.

À une époque, les brasseurs avaient recours à l'adjonction de houblon dans leurs bières afin d'en prolonger le temps de conservation. Mais en plus de leurs vertus conservatrices, les inflorescences des plants femelles (cônes) de houblon produisent une résine jaunâtre appelée lupuline dont l'amertume est recherchée par les brasseurs. Aujourd'hui, pour des raisons principalement économiques, les brasseurs ont souvent recours à l'utilisation d'extraits de houblon. Ces extraits permettent une isomérisation plus rapide des résines.

## Généralités
Pour détruire les enzymes dont le travail est terminé, le moût est porté à ébullition. C'est à ce moment que le houblon, ou les extraits de houblon, est ajouté. L'ébullition favorise l'isomérisation de la lupuline.
Selon l'effet recherché par le brasseur, il existe deux types d'ébullitions : si le temps est long (une heure), le houblon dégage ses huiles essentielles et ses résines, il donnera l'amertume ; si le temps est court le houblon dégagera ses arômes.
Le houblon peut aussi être ajouté en dehors de l'ébullition, à la fin de la phase de fermentation ; ce procédé, appelé « houblonnage à cru », permet de favoriser l'aromatisation sans ajouter d'amertume.
L'amertume de la bière provient des acides alpha (humulone, cohumulone, adhumulone et dans une moindre mesure préhumulone et posthumulone) et bêta (lupulone, colupulone, adlupulone, prélupulone) présents dans le houblon. Le pouvoir amérisant des acides alpha est 10 fois plus puissant que celui des acides bêta mais diminue avec l'oxydation. À l'inverse, le potentiel d'amertume des acides bêta est très faible au départ mais augmente avec l'oxydation. Dans un houblon avec un rapport d'alpha:bêta de 2:1, le potentiel d'amertume peut demeurer assez constant. 
À la suite des progrès techniques et de l’évolution du goût des consommateurs pour des bières moins amères, le taux de houblonnage des bières industrielles se réduit chaque année. Il est passé de 6,3 g d’alpha par hectolitre de bière en 1995 à moins de 4,1g d'alpha/hl en 2007.

À l'inverse, les micro-brasseries utilisent de plus en plus de houblons. L'amertume moyenne des bières de micro-brasserie ne cesse d'augmenter et nombre d'entre elles produisent des bières très fortement houblonnées, notamment de type India Pale Ale, Black IPA voire Imperial IPA.
Les producteurs continuent de cultiver des variétés de plus en plus riches en acide alpha ayant des rendements de plus en plus élevés, ce qui fait qu’il faut toujours moins de surfaces pour produire les mêmes quantités de substances amères. La production mondiale pour 2007 s'est élevée à 92 000 tonnes de houblon pour environ 7 800 tonnes d'acide alpha.